# Hermógenes (alfarero)

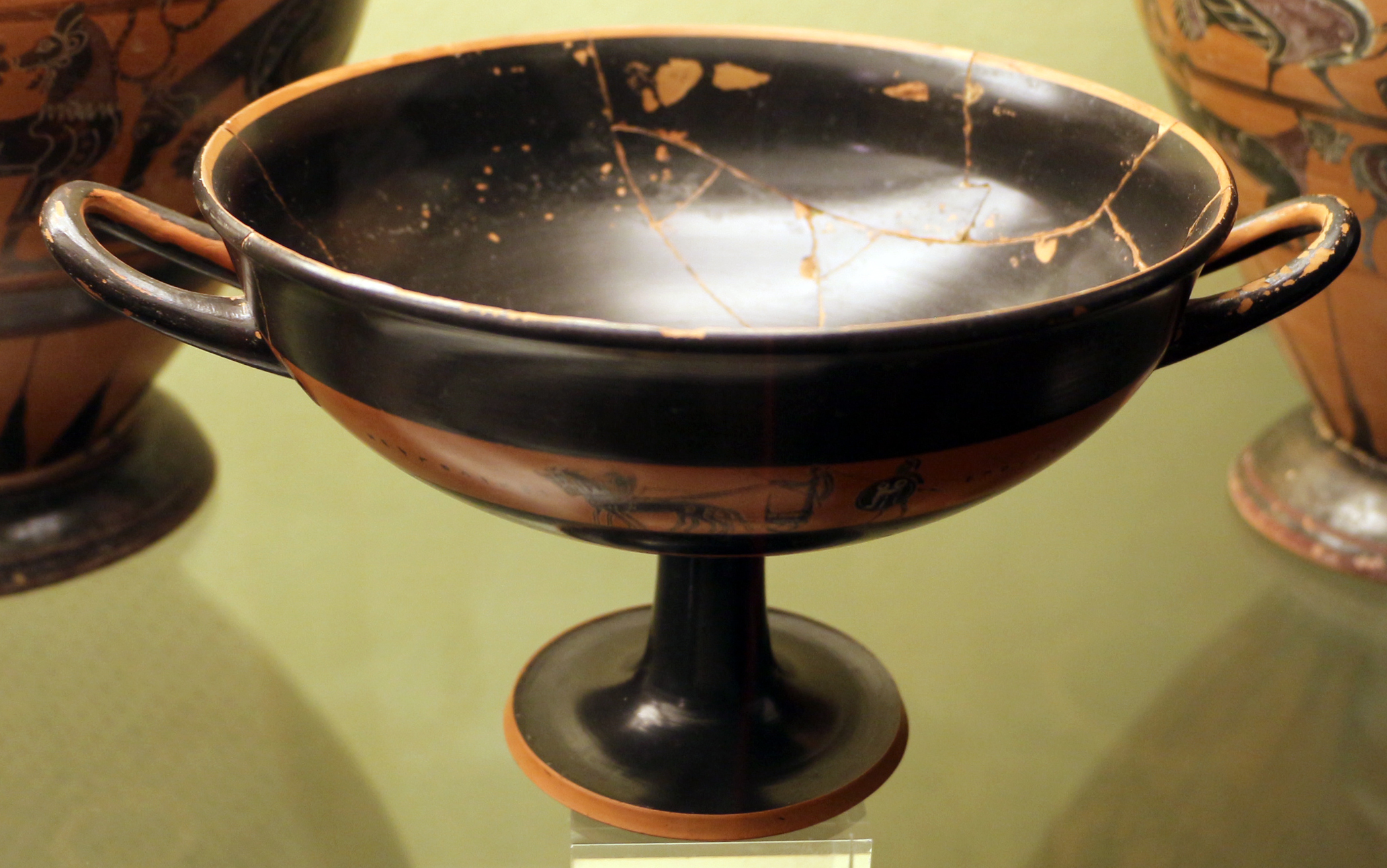

Hermógenes fue un alfarero ático. Estuvo activo en Atenas a mediados del siglo VI a. C. y fue uno de los Pequeños maestros.
Hermógenes hizo principalmente copas (kílices). Son bien conocidos, por ejemplo, sus copas de bandas, que muestran adornos de cabezas femeninas en las bandas. Los esquifos hermogénicos  fueron nombrados en su honor, que fueron decorados de manera similar a las copas de bandas. Hermógenes fue un alfarero experimentador. Por ejemplo, las copas de labios con pies y las copas de Siana se conocen tanto de él como del alfarero Amasis.